# 캐티어 사순
캐티어 사순(Catya Sassoon, 1968년 9월 3일 ~ 2002년 1월 1일)은 미국의 모델이자 배우이다. 별명은 캣(Cat)이다.
미국 뉴욕에서 영국의 헤어디자이너 비달 사순과 캐나다 태생 여배우 베벌리 애덤스 사이에서 태어났다. 베벌리 힐스에서 자랐으며, 15세 때 이탈리아의 영화 제작자 루카 스칼리시와 결혼하였다. 사순은 그 이듬해인 1985년, 터프터프라는 영화를 통해 데뷔한다. 이후 조 메이어스와 재혼하였다.
하지만 새해 첫날을 맞아 친구 집에 놀러갔다가 약물 과다 복용으로 인한 심장병으로 사망하였다. 향년 33세.